# Masacre de Oberá
La Masacre de Oberá fue una matanza de trabajadores y colonos rurales del tabaco, mayoritariamente ucranianos, rusos y polacos, cometida por la policía comandada por el comisario Leandro Berón, el 15 de marzo de 1936 en la ciudad de Oberá del por entonces territorio nacional de Misiones, en la Argentina, que se encontraba bajo el mando del presidente de la Nación, Agustín P. Justo, quien había convalidado como gobernador a Carlos Acuña (gobernador), quien había sido designado en el cargo por el dictador José Félix Uriburu. El hecho fue oficialmente calificado como un ataque a la ciudad de Oberá, realizado por inmigrantes, calificados como «rusos» y «comunistas».

## Hechos
Los hechos comenzaron cuando un grupo de colonos tabacaleros marcharon hacia aquella ciudad, desde localidades aledañas (Samambaya, Los Helechos, Ameghino, Guaraní y Campo Viera), reclamando por mejores precios por sus productos. Al llegar son emboscados y recibidos a golpes y tiros por los policías, bajo el mando de Leandro Berón. Del incidente resultaron varios heridos, mujeres violadas, colonos que fueron llevados como prisioneros y cuatro muertos confirmados, aunque algunos historiadores sostienen una cifra mayor.
Este episodio fue catalogado en un principio como un ataque a la ciudad por parte de los colonos, promovido por inmigrantes comunistas. Sin embargo las investigaciones posteriores apuntaron contra el jefe de policía, demostrando la culpabilidad en las fuerzas policiales. Entre las víctimas se encontraban Basilicia Zaviski, de 14 años, Nicolás Oyempamchuk, Nicolás Holiferchuk o Aleferzuk y Juan Melnik (que no había participado de la protesta).
Los hechos permanecieron olvidados para la historiografía local hasta inicios del siglo XXI, cuando comenzaron a publicarse libros, entre otros materiales, sobre los sucesos. En el año 2000, el grupo de teatro comunitario Murga del Monte estrena la obra "De Yerbal Viejo a Oberá",  en la que incorpora un homenaje a los colonos que marcharon por defender sus derechos. En el año 2012 se realizó el documental Quieta, non movere.
En la plazoleta Malvinas Argentinas, donde se encontraba el cementerio, lugar aproximado en donde se desarrolló el episodio, se levantó un mural evocativo a la masacre. Pese a ello, no existen mayores homenajes a los caídos, ni clases alusivas en las escuelas, salvo fruto de la difusión entre los habitantes que conocen el hecho.
El libro de la historiadora Silvia Waskiewicz La Masacre de Oberá, 1936 trata de un trabajo de investigación que demandara largo tiempo de rigurosa verificación de datos, y sin duda la indagación más completa que se haya hecho sobre la represión que sufrieran los colonos que en aquel momento reclamaban mejores precios para sus productos.